# Căluțul cocoșat (film din 1975)
Căluțul cocoșat (titlul original: în rusă Конёк-Горбунок, transliterat: Koniok-Gorbunok) este un film de animație sovietic, realizat în 1975 de regizorul Ivan Ivanov-Vano și Boris Butakov după basmul în versuri omonim al scriitorului Piotr Erșov. Filmul este un remake al filmului din 1947 al aceluiași regizor.

## Distribuție voci
- Aleksei Gribov — Țarul
- Maria Vinogradova — Ivanușka
- Gheorghi Vițin — Curteanul
- Vera Eniutina — fata țarului / Iapa
- Aleksandr Hanov — Împărăteasa mării, Balena
- Anatoli Kubațki — Danilo, fratele mare al lui Ivanușka (nemenționat)
- Roman Filipov — Gavrilo, fratele mijlociu / un însoțitor (nemenționat)

## Culise
Filmul se bazează pe basmul omonim de Piotr Erșov. Ivan Ivanov-Vano a realizat un film de animație bazat pe acest basm încă din 1947. Cu toate acestea, întrucât de-a lungul anilor, regizorul nu a reușit să reproducă negativele versiunii originale, a realizat o nouă versiune bazată pe desenele originale. De asemenea, versiunea din 1947, a putut fi restaurată ulterior.
Gheorghi Vițin și Anatoli Kubațki au lucrat la ambele versiuni ca actori de voce , precum și compozitorul de film Viktor Oranski, iar Irina Troianova  și Lev Milchin, au fost implicați în crearea imaginilor.

## Premii
- Căluțul cocoșat a primit premiul principal la Festivalurile Internaționale de Film de la Varna și Teheran în 1979.[1]

## Literatură
- Erșov, Piotr. Căluțul cocoșat. Tradus de Nicolae Labiș. București, 1979: Editura Ion Creangă, Colecția Traista cu povești. p. 68.